# حسن‌آباد گاماسیاب
حسن‌آباد گاماسیاب یا علی‌آباد روستایی در دهستان خاوه جنوبی بخش خاوه شهرستان دلفان استان لرستان ایران است.

## جمعیت
بر پایه سرشماری عمومی نفوس و مسکن در سال ۱۳۹۵ جمعیت این روستا ۲۱۸ نفر (۶۵خانوار) بوده‌است.